# Halowe Mistrzostwa Europy w Lekkoatletyce 2017 – skok w dal kobiet
Skok w dal kobiet – jedna z konkurencji technicznych rozgrywanych podczas halowych lekkoatletycznych mistrzostw Europy w hali Kombank Arena w Belgradzie.

## Terminarz
| Data    | Godzina |            |
| ------- | ------- | ---------- |
| 4 marca | 12:00   | Eliminacje |
| 5 marca | 17:40   | Finał      |

## Rekordy
|                                        | Zawodniczka     | Wynik | Miejsce   | Data                |
| -------------------------------------- | --------------- | ----- | --------- | ------------------- |
| Rekord świata                          | Heike Drechsler | 7,37  | Wiedeń    | 13 lutego 1988(dts) |
| Rekord Europy                          | Heike Drechsler | 7,37  | Wiedeń    | 13 lutego 1988(dts) |
| Rekord mistrzostw Europy               | Heike Drechsler | 7,30  | Budapeszt | 5 marca 1988(dts)   |
| Najlepszy wynik na świecie w 2017 roku | Ivana Španović  | 6,96  | Belgrad   | 25 lutego 2017(dts) |
| Najlepszy wynik w Europie w 2017 roku  | Ivana Španović  | 6,96  | Belgrad   | 25 lutego 2017(dts) |

## Rezultaty
| NR – rekord kraju \| WL – najlepszy tegoroczny wynik na listach światowych \| EL - najlepszy tegoroczny wynik na listach europejskich |
| SB – najlepszy wynik w sezonie \| PB – rekord życiowy                                                                                 |

### Eliminacje
Awans: 6,60 m (Q) lub 8 najlepszych rezultatów (q).
Źródło: .
| Poz. | Zawodniczka         | Reprezentacja                      | Próby | Próby | Próby | Wynik | Uwagi |
| Poz. | Zawodniczka         | Reprezentacja                      | 1     | 2     | 3     | Wynik | Uwagi |
| ---- | ------------------- | ---------------------------------- | ----- | ----- | ----- | ----- | ----- |
| 1.   | Ivana Španović      | Serbia                             | 7,03  | –     | –     | 7,03  | Q, WL |
| 2.   | Darja Kliszyna      | Autoryzowani lekkoatleci neutralni | x     | 6,59  | 6,83  | 6,83  | Q,    |
| 3.   | Lorraine Ugen       | Wielka Brytania                    | 6,80  | –     | –     | 6,80  | Q,    |
| 4.   | Claudia Salman-Rath | Niemcy                             | 6,79  | –     | –     | 6,79  | Q,    |
| 5.   | Maryna Bech         | Ukraina                            | 6,55  | 6,71  | –     | 6,71  | Q,    |
| 6.   | Ksenija Balta       | Estonia                            | 6,48  | 6,67  | –     | 6,67  | Q     |
| 7.   | Jazmin Sawyers      | Wielka Brytania                    | 6,29  | 6,47  | 6,54  | 6,54  | q     |
| 8.   | Alexandra Wester    | Niemcy                             | x     | 6,23  | 6,51  | 6,51  | q     |
| 9.   | Laura Strati        | Włochy                             | 6,49  | x     | 6,20  | 6,49  |       |
| 10.  | Maryse Luzolo       | Niemcy                             | 6,30  | 6,46  | 6,48  | 6,48  |       |
| 11.  | Juliet Itoya        | Hiszpania                          | 6,36  | 5,95  | x     | 6,36  |       |
| 12.  | Jana Velďáková      | Słowacja                           | 6,34  | x     | x     | 6,34  | SB    |
| 13.  | Anna Venhrus        | Ukraina                            | 6,10  | x     | x     | 6,10  |       |
| 14.  | Wieranika Szutkowa  | Białoruś                           | x     | 6,07  | x     | 6,07  |       |
| 15.  | Fanni Schmelcz      | Węgry                              | x     | x     | 6,05  | 6,05  |       |
| 16.  | Angela Moroșanu     | Rumunia                            | x     | 5,98  | 5,98  | 5,98  |       |
| 17.  | Martina Miroska     | Macedonia Północna                 | x     | 5,42  | 5,58  | 5,58  |       |

### Finał
Źródło: .
| Poz. | Zawodniczka         | Reprezentacja                      | Próby | Próby | Próby | Próby | Próby | Próby | Wynik | Uwagi |
| Poz. | Zawodniczka         | Reprezentacja                      | 1     | 2     | 3     | 4     | 5     | 6     | Wynik | Uwagi |
| ---- | ------------------- | ---------------------------------- | ----- | ----- | ----- | ----- | ----- | ----- | ----- | ----- |
| 01 ! | Ivana Španović      | Serbia                             | x     | 7,16  | 7,24  | 7,17  | x     | 6,73  | 7,24  | WL    |
| 02 ! | Lorraine Ugen       | Wielka Brytania                    | 6,75  | 6,97  | x     | x     | 6,58  | x     | 6,97  | NR    |
| 03 ! | Claudia Salman-Rath | Niemcy                             | 6,84  | 6,71  | 6,65  | 6,67  | 6,94  | 6,87  | 6,94  | PB    |
| 4.   | Darja Kliszyna      | Autoryzowani lekkoatleci neutralni | 6,62  | 6,79  | 6,52  | 6,80  | 6,68  | 6,84  | 6,84  | SB    |
| 5.   | Ksenija Balta       | Estonia                            | x     | x     | 6,59  | x     | 6,79  | x     | 6,79  | SB    |
| 6.   | Jazmin Sawyers      | Wielka Brytania                    | 6,47  | x     | 6,59  | x     | x     | 6,67  | 6,67  |       |
| 7.   | Maryna Bech         | Ukraina                            | x     | x     | 6,59  | 6,41  | 6,57  | 6,40  | 6,59  |       |
| 8.   | Alexandra Wester    | Niemcy                             | x     | 6,50  | x     | 6,39  | 6,53  | 6,43  | 6,53  |       |